# Bodegraven
Bodegraven (kiejtéseⓘ) város és alapfokú közigazgatási egység, azaz község Hollandia nyugati részén, Dél-Holland tartományban található. A község területe 38,50 km², amiből 1,02 km² vízzel borított. Lakosainak száma 17 954 fő (2015. december 31.).
A Bodegraven kistérség települései Bodegraven városa mellett Meije és Nieuwerbrug.

## Elhelyezkedés
Bodegraven Hollandia "Zöld Szíve" (Groene Hart) középpontjában fekszik, nagyjából egyenlő, kb. 30 km, távolságra Amszterdam, Rotterdam, Hága és Utrecht városoktól. A szomszédos kistérségek: Nieuwkoop, Woerden, Reeuwijk, Boskoop és Alphen aan den Rijn.
A város az Oude Rijn folyócska partjain fekszik. A folyót egy zsilip szabályozza és egy híd íveli át a város központjában. Itt található a legöregebb épület, a református Szent Gallus templom is, az északi oldalon.

## Történelem
Bodegraven területe már az ókori Római Birodalom idején is lakott volt. Az északi határ, a Limes Germanicus közelsége miatt több katonai tábor, kikötő és út épült a környéken a rómaiak által. Az útmenti városok egyike volt Bodegraven.
Nem sokat tudunk az ezt követő évszázadok eseményeiből. A szájhagyomány szerint egy 809-en készült, de elveszett térkép említ egy "Bodelo" nevű uradalmat, de az biztos hogy 1050 körül egy kis település jött létre a mai Dopskerk helyén. Mivel a település Hollandia és Utrecht tartományok határán fekszik, Hollandia hercege és Utrecht érseke is magáénak követelte. Két évszázadnyi huzavona után végül Bodegraven Hollandia tartomány része lett.
A Bodegraven környéki mocsaras földek a késői középkorban lettek lecsapolva, a közeli folyókra merőleges és párhuzamos csatornák ásásával. Ezek a csatornák adják ma is a környék jellegzetes "hálós" arculatát. 1350 körül egy zsilip is épült a városnál.
1672-ben, mikor kitört szárazföldön a francia–holland háború, tengeren a harmadik angol–holland háború (1672–1674) a Holland Köztársaság, Anglia, Franciaország, Münster és Köln között, Bodegraven közvetlenül a holland vízvédelmi vonal mögött találta magát. A vízvonal elárasztásával kívánták a francia hadsereg előretörését megakadályozni, de a téli hidegben a franciák át tudtak kelni a befagyott csatornákon, és Meije-n és Zwammerdam-on keresztül Alphen aan den Rijn felé meneteltek, ahol a holland hadsereg feltartóztatta őket. Ekkorra viszont a jég megolvadt, és a francia csapatok kénytelenek voltak az Oude Rijn töltése mentén visszavonulni, Bodegravenen keresztül, amit leromboltak. Hasonló pusztítás megelőzésére épült később a Wierickerschans erőd a város keleti határában.

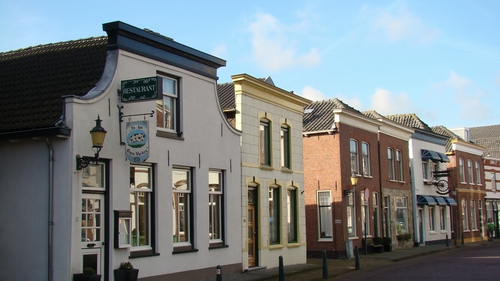
Bodegraveni utca részlet.

Bodegraven töretlenül fejlődött egészen 1870-ig, amikor is tűz ütött ki a pékségben, és a város nagy része leégett. 100 ház semmisült meg és 130 család maradt fedél nélkül. A város megsegítésére nemzeti gyűjtést rendeztek amely segítette a gyors helyreállítást.
A XX. században Bodegraven terjeszkedett: a déli oldal az Oude Rijn és a vasút között 1900 körül, az északi oldal a két világháború közt és a vasútvonaltól délre eső terület 1950 után épült ki.

## Gazdaság
Bodegraven központi szerepet játszik a sajt kereskedelemben, a Goebel család vezényletével, bár az utóbbi időkben a sajt raktárak megfogyatkoztak és 2001 óta a keddi sajt vásárt sem tartják meg. A városban található egy sajt múzeum és a templom előtt egy sajt emlékmű is áll.
Bodegraven stratégiai helyzete a Zöld Szív közepén, jelentős utak találkozásánál viszonylag nagy számú ipari vállalkozást vonzott.
A "De Arkduif" szélmalom a késői XVII. században épült, jelenleg egy kis sörfőzde üzemel benne.

## Közlekedés
Az alábbi főútvonalak érintik Bodegravent:
- A12 autópálya, amely Hágából vezet kelet felé a német határig, Utrechten és Arnhemen keresztül.
- N11 autóút, amely az A12 autópályát köti össze az A4 autópályával Leiden-nél

### Vonat
- Vasútállomás: óránként 2 vonat Leiden és Utrecht között, mindkét irányban

### Busz
- A 178-as busz járat köti össze Bodegraven-t Gouda városával, Reeuwijk-en keresztül.
- A 450-es (helyi) busz a Bodegraven-t és a környékbeli településeket - Zwammerdam, De Meije, Zegveld, Woerden, Nieuwerbrug - köti össze.

## Háztartások száma
Bodegraven háztartásainak száma az elmúlt években az alábbi módon változott:

## Népesség
| Lakosok száma | 2170 | 2510 | 2810 | 3328 | 4264 | 6288 | 8569 | 16 881 | 19 633 | 17 954 |
|               | 1815 | 1840 | 1859 | 1879 | 1899 | 1930 | 1960 | 1980   | 2000   | 2015   |